# Sanatorium

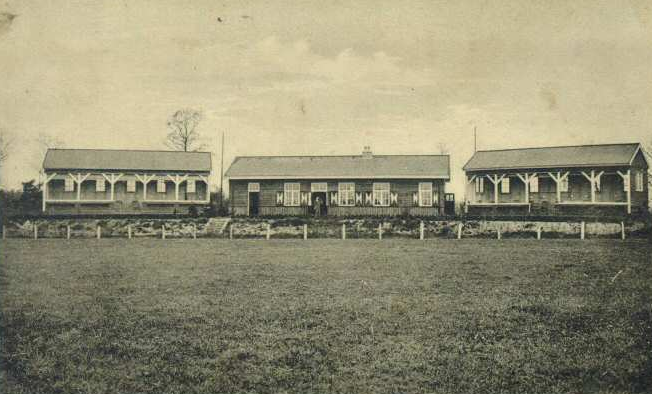
Het dagsanatorium Herfte, even buiten Zwolle, in 1925

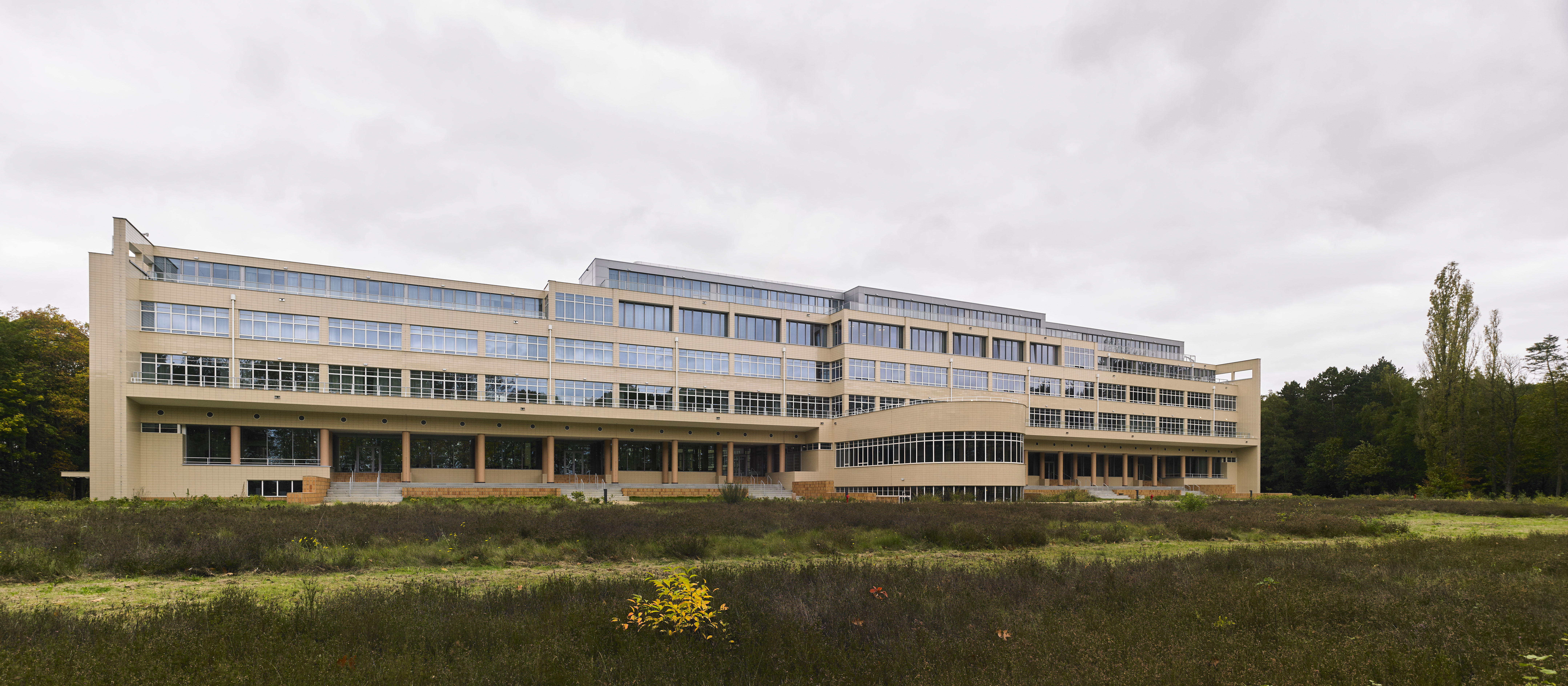
Sanatorium Lemaire te Tombeek

Een sanatorium is een herstellingsoord waar patiënten tijdelijk verblijven om te herstellen van een langdurige ziekte, zoals tuberculose. 

## Tuberculose
Sanatoria werden in de eerste helft van de 20e eeuw vooral ingericht om mensen met tuberculose te laten kuren bij gebrek aan een geneesmiddel voor deze vaak fatale ziekte. Schone lucht, bedrust en gezonde voeding waren toen de belangrijkste geneesmiddelen bij deze besmettelijke ziekte. Het eerste sanatorium voor tbc-patiënten werd in 1854 geopend in Görbersdorf in Duitsland door Hermann Brehmer (1826-1889). Tegenwoordig heet deze plaats Sokołowsko en ligt het in Polen. Een verblijf in een sanatorium kon maanden tot jaren duren.
In België werden sanatoria opgericht aan de kust, in Bredene en Oostduinkerke, door caritatieve instellingen uit de grootsteden.
Ook in Nederland bevonden zich tuberculose-sanatoria. Vanwege de gewenste schone lucht in de behandeling, bevonden de meeste sanatoria zich hier ook aan zee of nabij bossen. Een geliefde regio in de bossen was het Gooi (bijvoorbeeld Hoog Blaricum, Sanatorium Zonnestraal, Hoog Laren en Sanatorium Hilversum). Ook waren er sanatoria nabij steden, dit waren vaak dag- of nachtsanatoria, waar de patiënten respectievelijk 's avonds of 's ochtends weer naar huis gingen.

## Lijst van sanatoria (selectie)

### Nederland

#### Voor psychiatrische patiënten
- Sanatorium De Hooge Riet in Ermelo
- Sanatorium Koningsheide in Schaarsbergen
- Noorder Sanatorium in Zuidlaren

#### Voor verslavingszorg
- Hoog-Hullen in Eelde
- Huize Sint-Gerlach in Berg (Cadier en Keer)

#### Voor tuberculose-patiënten
- Berg en Bosch in Bilthoven
- Sanatorium Hornerheide in Horn
- P.W. Janssen Ziekenhuis in Almen
- St. Jozefsheil in Bakel
- Juliana-Oord in Laren (Noord-Holland)
- Sanatorium De Klokkenberg in Breda
- Oranje Nassau's Oord in Renkum
- Volkssanatorium Hellendoorn
- Sanatorium Sonnevanck in Harderwijk
- Sanatorium Zonnegloren in Soest
- Sanatorium Zonnestraal in Hilversum

### België
- Sanatorium Elisabeth in Sijsele

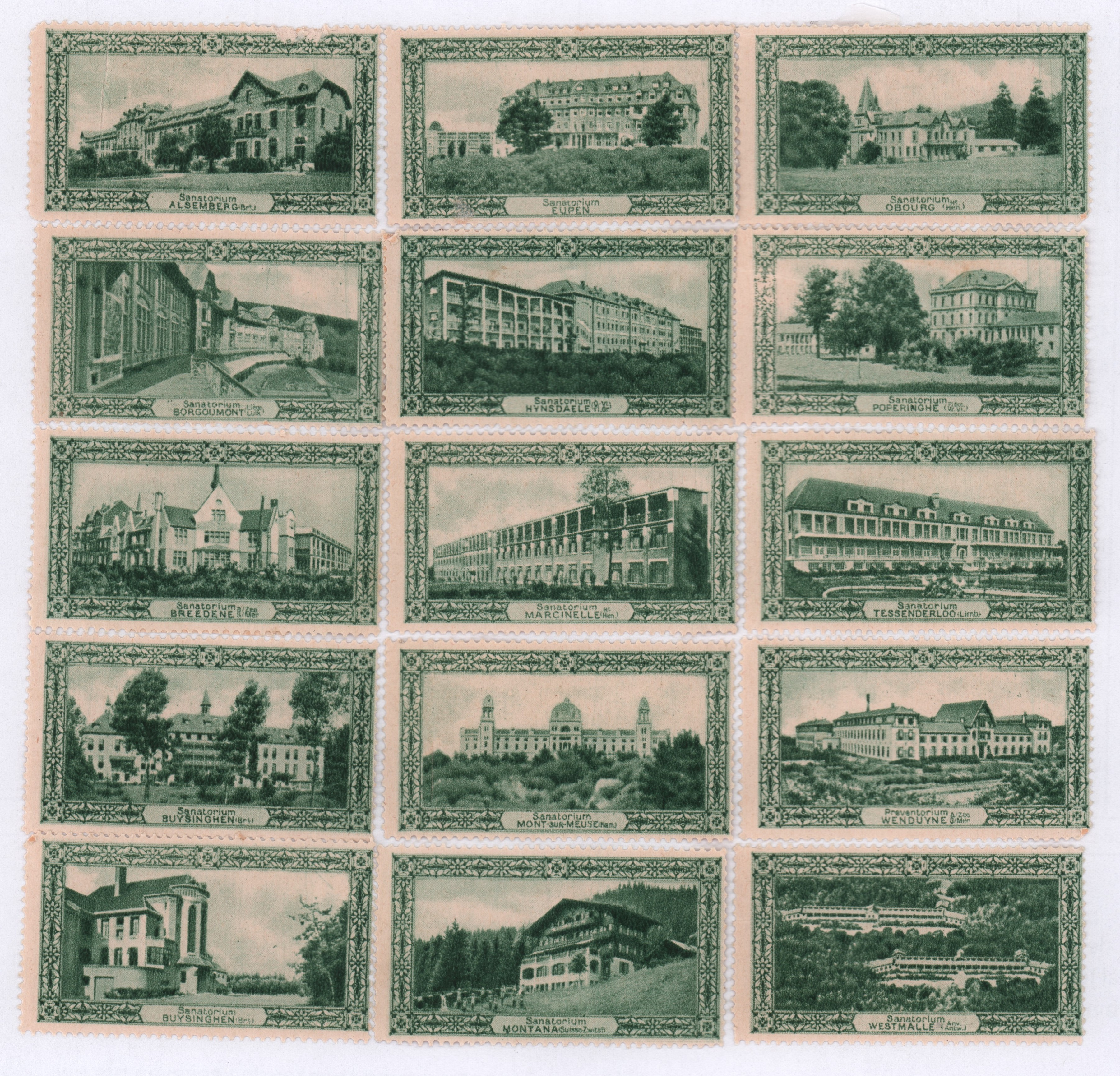
Kleefzegels met afbeeldingen van Belgische sanatoria, wellicht rond 1930

- Imeldaziekenhuis in Bonheiden (tot 1961)
- Sanatorium Joseph Lemaire in Overijse
- Sanatorium de Lovie in Poperinge
- Zeepreventorium in De Haan
- Sanatorium du Basil in Borgoumont (tot 2010)